# Phacelurus
Phacelurus és un gènere de plantes de la família de les poàcies, ordre de les poals, subclasse de les commelínides, classe de les liliòpsides, divisió dels magnoliofitins.

## Taxonomia
- Phacelurus angustifolius
- Phacelurus caespitosus
- Phacelurus cambogiensis
- Phacelurus congoensis
- Phacelurus digitatus